# Kent Kirk
Kent Sand Kirk, född 26 augusti 1948 i Esbjerg, är en dansk skeppare och politiker för Det Konservative Folkeparti. Han var fiskeriminister i Poul Schlüters regering 1989-1993 och är sedan 1990 kommendör av Dannebrogsorden.

## Bakgrund & europaparlamentariker
Kent Kirk är son till skepparen Sand Kirk och Brynhild Kirk. Hemmet var religiöst och Kirk var en av sju syskon. Han tog skepparexamen från Fanø Navigationsskole 1965 och blev skeppare 1970. Han hade flera styrelseuppdrag inom fisket: Han var ordförande av Esbjerg Fiskeriforening (1975-1989), styrelseledamot i Danmarks Havfiskeriforening (1975-1989), Danske Fiskeres Producentorganisation (1975-1986), Esbjerg Havneråd (1976-1989) samt Ulykkesforsikringsforbundet for Danske Fiskere (1976-1989). Han gick med i Det Konservative Folkeparti 1974.
Han blev vald till Europaparlamentet för Det Konservative Folkeparti 1979, och knep därmed mandatet från partiveteranen Knud Østergaard, och innehade detta mandat till 1984. 1983 blev han uppmärksammad för sin protest mot Storbritanniens fiskegräns på 12 sjömil genom att korsa gränsen, nordöst om Whitby i Yorkshire, med sin trålare ”Sand Kirk” och kasta ut fiskenät. Han eskorterades av en brittisk fregatt till North Shields, där han möttes av ett stort antal journalister och fotografer. Till BBC sade han: ”What we are trying to show is that individual people have some rights and we are fighting for these rights”. Han blev arresterad och åtalad av de brittiska myndigheterna och dömdes till böter på 30 000 pund, men blev friad från domen av EG-domstolen året därpå. Bakgrunden till konflikten var att EG vid denna tidpunkt hade genomfört gemensamma direktiv för medlemsländerna på fiskeområdet, som bl.a. innebar lika tillgång till fiske oavsett territorium. Detta motsatte sig Storbritannien. I samband med denna konflikt blev han känd under smeknamnet ”Captain Kirk”.

## Rikspolitisk karriär
Kirk var ledamot i partistyrelsen (1980-1984), blev vald till Folketinget 1984 för Esbjergs valkrets och ingick i den danska delegationen i Europarådet (1984-1987). Han var sedan partiets gruppordförande och politiska ordförande i Folketinget innan han utsågs till fiskeriminister 1989. Han är den sista ministern i Danmark som uteslutande har haft ansvaret för fiskefrågorna. Kirks mandatperiod som minister kännetecknades av en överkapacitet i fiskeflottan, en förflyttning av fiskerättigheter i Nordsjön från Nordjylland till regionen kring Esbjerg och överfiske. Han lade föregångaren Lars P. Gammelgaards planer om införande av individuella fiskekvoter på is. Efter regeringens avgång 1993 fortsatte han som ordinarie ledamot i Folketinget och var partiets EU- och marknadspolitiska ordförande (1993-1998) samt ledamot i Nordiska rådets presidium (1997-1998). Han kom i blåsväder ett tag när det framkom att hans familjefirma hade blivit uppköpt av en bolagstömmare. Han blev inte återvald 1998 och ställde upp i Europaparlamentsvalet 2004, men lyckades inte bli vald där heller. Året därpå blev han, som konservativ spetskandidat, invald i regionsrådet för Region Syddanmark. Han lämnade politiken vid regionalvalet 2009.
Kirk är numera styrelseledamot i patrullbåtsföretaget Esvagt A/S och investeringsbolaget ESE-Holding A/S.